# Phosphorolyse
Cet article court présente un sujet plus développé dans : phosphorylase.
 (30 octobre 2023).
Sa qualité peut être largement améliorée en utilisant un vocabulaire plus directement compréhensible.
La phosphorolyse est la lyse[Quoi ?] d'une molécule organique par l’ajout d’un phosphate inorganique. Cette réaction est catalysée par des enzymes : les phosphorylases.
La lyse est la fragmentation et désintégration de la structure moléculaire des tissus, ou des cellules bactériennes, exercées par des agents physiques, chimiques ou biologiques.